# II. Henrik osztrák herceg
II. (Jasomirgott) Henrik (?, 1107 – Bécs, 1177. január 13.) osztrák őrgróf (1141–1156), majd herceg (1156–1177), rajnai palotagróf (1140–1141) és XI. Henrik néven bajor herceg (1141–1156).

## Élete

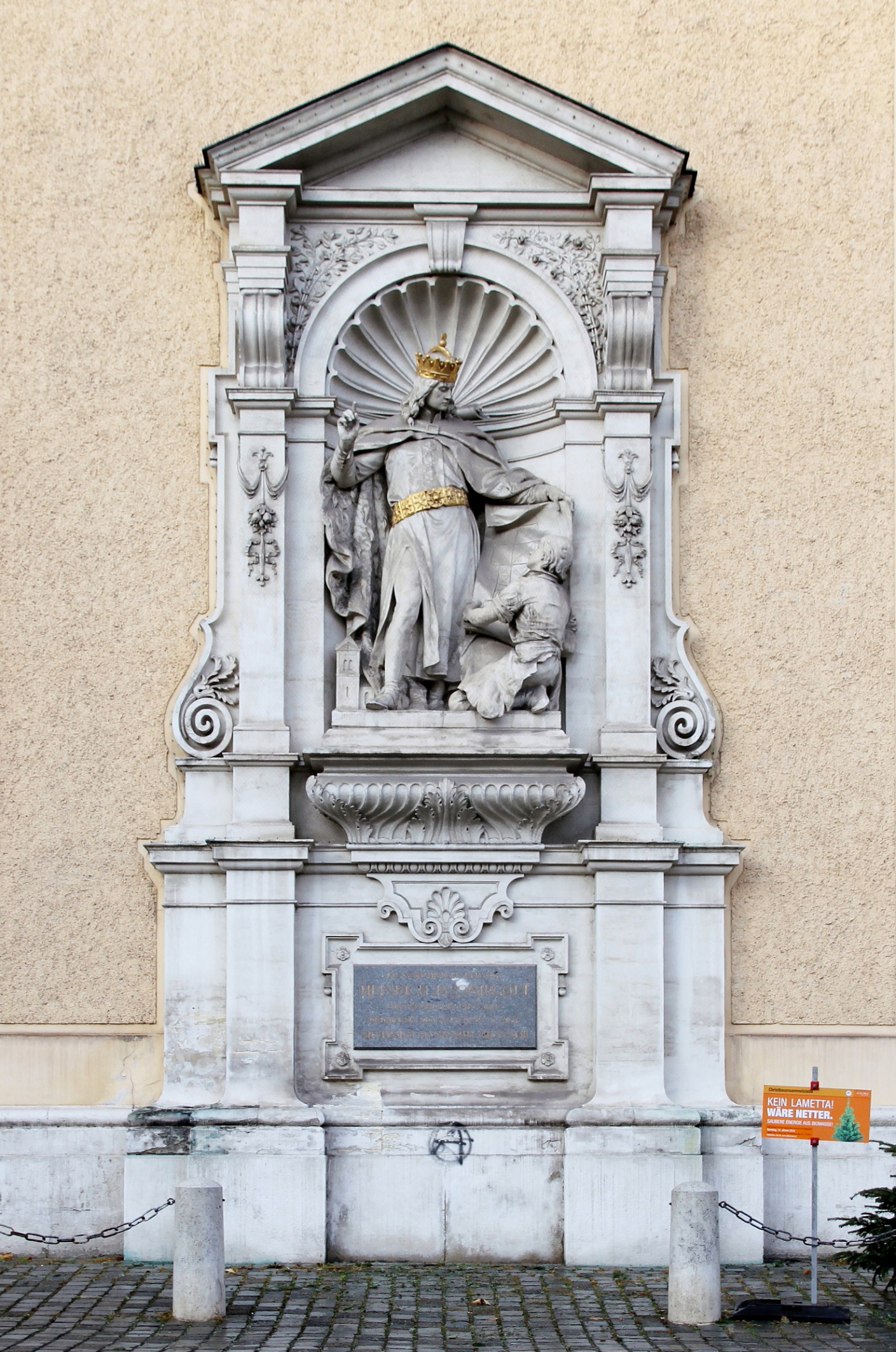
II. Henrik emlékműve Bécsben

III. Lipót fiaként először rajnai palotagróf lett. Később bajor herceggé és osztrák őrgróffá is koronázták öccse, IV. Lipót korai halála után. A Welfek és a Staufok a Német-Római Császárságért folytatott harcában az egyre nagyobb hatalomhoz jutó Staufok végül eltávolították a Welf X. (Büszke) Henrik bajor herceget és a Bajor Hercegséget támogatóiknak, a Babenbergeknek adományozták. Az új császár, I. Frigyes a gyenge lábakon álló békét azzal próbálta meg alátámasztani, hogy 1156. szeptember 8-án kiadta a Privilegium Minus-t, melyben visszaadta Bajorországot Büszke Henrik fiának, Oroszlán Henriknek és cserébe az Osztrák őrgrófságot hercegségi rangra emelte és teljes mértékben függetlenítette Bajorországtól.

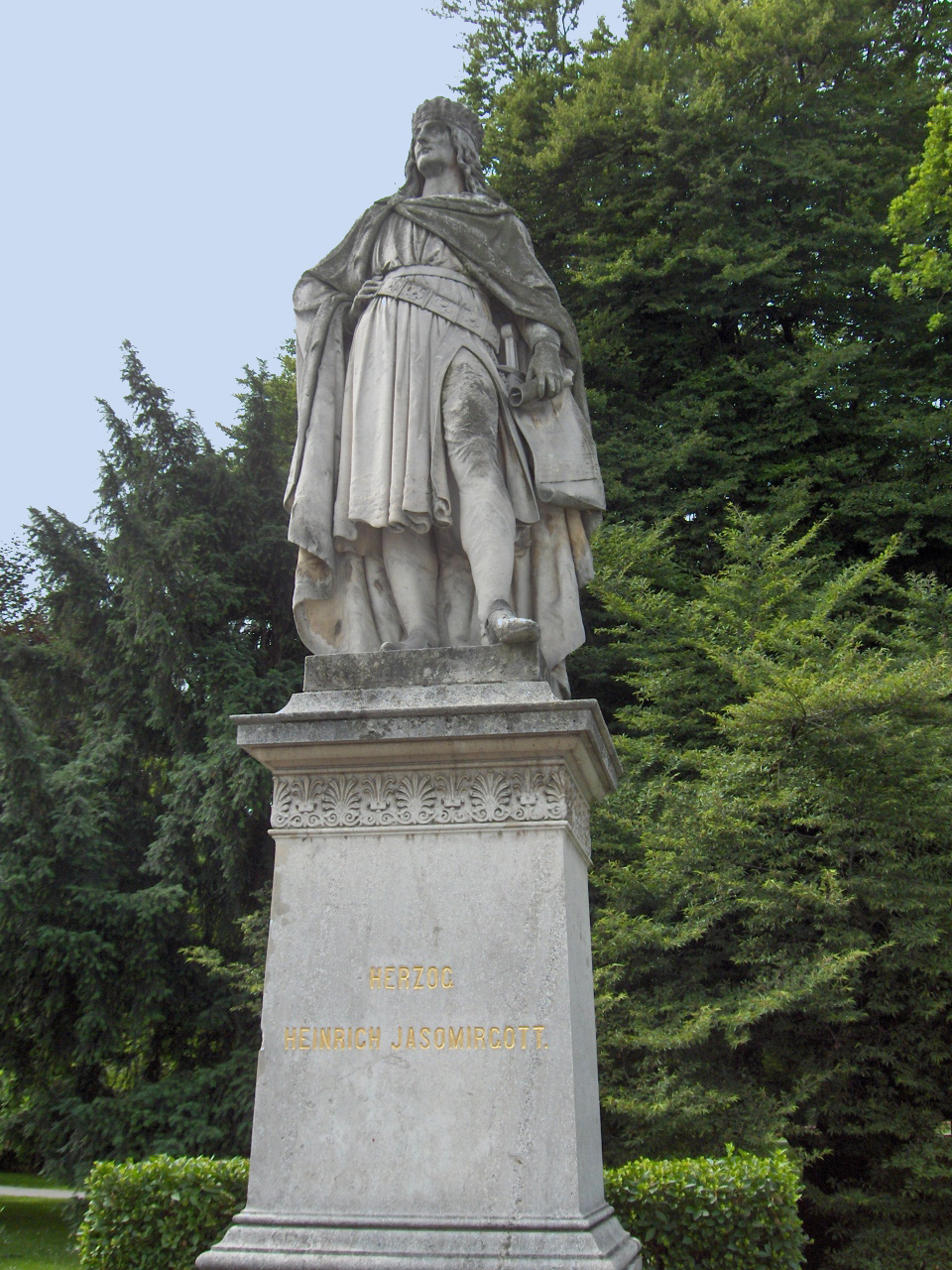
II. Henrik szobra Bécsben

Apjától eltérően, aki Klosterneuburgban rendezte be a családi rezidenciát, Henrik 1145-ben áthelyezte központját Bécsbe. Kiépítette a modern Ausztria fővárosát, mely csak ekkor múlta felül Kremst, Melket vagy Klosterneuburgot. Ettől kezdve a történelem folyamán végig Bécs volt Ausztria fővárosa. 1147-ben felépült a Szent István-dóm, amely a város szembetűnő jelképe lett. 1155-ben Henrik felépítette a Schottenstift monostort, amelynek udvarában azóta is ott áll az első osztrák herceg szobra.
1142-ben Henrik feleségül vette Supplinburgi Gertrúdot, III. Lothár német-római császár unokahúgát. 1148-ban pedig Theodóra Komnénével, I. Mánuel bizánci császár unokahúgával kötött házasságot. Mindkét házasság a Babenberg-dinasztia hatalmas befolyását mutatta Közép-Európában.
Henrik bátyja volt a híres krónikás Freisingi Ottó, nővére pedig Babenberg Judit, V. Vilmos monteferrati őrgróf felesége.
Az első osztrák herceg mellékneve, a Jasomirgott, először a 13. században jelent meg egy dokumentumban Jochsamergott formában. Jelentése tisztázatlan. Egy elmélet szerint a szó az arab nyelvből származik, abból a korból, amikor Henrik részt vett a második keresztes hadjáratban (1146). Egy népszerűbb teória szerint viszont a név a "Ja so mir Gott helfe" kijelentés összevonásából származott, melynek jelentése "Isten engem úgy segéljen".

## Emlékezete
Carrarai márványból faragott életnagyságú szobrát felállították a Hadvezérek csarnokában, a bécsi Hadtörténeti Múzeumban.

## Kapcsolódó szócikk
- Pfalz uralkodóinak listája

| Előző uralkodó: I. Rheinnecki Ottó | Rajnai palotagróf 1140 – 1141 | Következő uralkodó: II. Stahlecki Hermann |

| Előző uralkodó: IV. Lipót | Ausztria őrgrófja 1141 – 1156 | Következő uralkodó: nem volt |

| Előző uralkodó: III. Konrád | Bajorország hercege 1142 – 1156 | Következő uralkodó: XII. Henrik |

| Előző uralkodó: nem volt | Ausztria hercege 1156 – 1177 | Következő uralkodó: V. Lipót |